# Agrostis lenis
Agrostis lenis är en gräsart som beskrevs av Bernardo Rosengurtt. Agrostis lenis ingår i släktet ven, och familjen gräs. Inga underarter finns listade i Catalogue of Life.